# Seks, wstyd i łzy
Seks, wstyd i łzy (Sexo, pudor y lágrimas) – meksykański komediodramat z 1999 roku w reżyserii Antoniego Serrano. Scenariusz stanowi autorską adaptację sztuki teatralnej napisanej wcześniej przesz reżysera. Opowiada o skomplikowanych perypetiach uczuciowych szóstki młodych mieszkańców wielkiego meksykańskiego miasta. Był pokazywany w kinach w Meksyku aż przez 27 tygodni i ustanowił rekord tego kraju, jeśli chodzi o wypracowany przez jakikolwiek film dochód (choć później jego wynik został pobity przez Zbrodnię Ojca Amaro).

## Obsada
- Demián Bichir jako Tomás
- Víctor Huggo Martin jako Carlos
- Susana Zabaleta jako Ana
- Jorge Salinas jako Miguel
- Cecilia Suárez jako Andrea
- Mónica Dionne jako Maria

i inni

## Nagrody
Film otrzymał 12 nominacji do Ariela, najważniejszej meksykańskiej nagrody filmowej. Ostatecznie uzyskał 5 statuetek: dla najlepszej aktorki (Susana Zabaleta), za najlepsze kierownictwo artystyczne (Brigitte Broch), najlepszą muzykę (Aleks Syntek), najlepszy scenariusz adaptowany oraz najlepsze dekoracje (Francisca Maira).